# Lovran
Lovran (italienska: Laurana, tyska: Lauran) är en ort och kommun i nordvästra Kroatien.  Kommunen har 3 241 invånare (2001) och ligger vid Kvarnerbukten i Primorje-Gorski kotars län. Lovran är en turistort på den istriska halvön i den mer kända turistorten Opatijas omedelbara närhet.

## Personligheter med anknytning till orten (födda, avlidna eller verksamma i Lovran)
- Alfred Ritter von Kropatschek
- Jacob von Falke